# Limnephilus borealis
Limnephilus borealis är en nattsländeart som först beskrevs av Zetterstedt 1840.  Limnephilus borealis ingår i släktet Limnephilus och familjen husmasknattsländor. Arten är reproducerande i Sverige. Utöver nominatformen finns också underarten L. b. mutabilis.